# 卡尔·萨雷
卡尔·亚诺维奇·萨雷（1903年7月2日—1945年3月14日），爱沙尼亚人，苏联党和国家领导人。曾任爱沙尼亚共产党（布）中央第一书记，苏德战争期间被捕。1945年因心脏病死于纳粹集中营。

## 生平
- 1903年6月19日（格里历：7月2日）出生于沙俄塔尔图的工人家庭。1917年参加革命工作，1921年前往苏俄。
- 1921年-1923年，列宁格勒工人学院，列宁格勒大学学习。1921年加入俄共（布）。
- 1923年-1925年，金尼斯普爱沙尼亚教育之家图书馆负责人。
- 1925年-1927年，在中国传播共产主义思想被捕。
- 1927年-1928年7月，共青团爱沙尼亚中央委员会书记。1927年加入爱沙尼亚共产党。
- 1928年10月-1929年6月，共产国际驻爱沙尼亚工作人员。曾被捕，后交换回苏联。
- 1930年-1932年，联共（布）莫斯科州谢尔普霍夫市委员棉花产业独立部门副主管，负责人。
- 1932年6月-1933年，共产国际执行委员会爱沙尼亚支部政治讲师。
- 1933年9月-1934年10月，联共（布）中央委员会马列主义学习班学习。
- 1934年-1938年，受共产国际委派赴丹麦，瑞典，美国，加拿大从事工人工作。1934年起任爱沙尼亚共产党中央委员，1935年起任爱沙尼亚共产党中央组织局成员。
- 1940年6月-1943年，爱共（布）中央第一书记。期间，1940年6月-8月，爱共（布）中央组织局书记。1941年6月-8月，爱沙尼亚国防委员会主席，领导德国占领区的游击战。9月，被纳粹逮捕，后叛变。爱沙尼亚的地下党组织和游击队受到严重破坏。
- 1945年3月14日于德国诺因加默集中营因心脏病去世，终年41岁。

萨雷是联共（布）18大代表；第18届中央候补委员；第1届苏联最高苏维埃联盟院代表，第1届爱沙尼亚苏维埃社会主义共和国最高苏维埃代表。